# Jurij Kozin
Jurij Evgen'evič Kozin (in russo Юрий Евгеньевич Козин?; Mosca, 20 settembre 1948) è un ex sollevatore sovietico campione mondiale che ha gareggiato nella categoria dei pesi massimi (fino a 110 kg.).

## Carriera
Iniziò da bambino a praticare la lotta greco-romana per poi dedicarsi successivamente al sollevamento pesi.
Nel 1971 vinse il titolo nazionale sovietico e fu convocato per i Campionati mondiali di Lima, dove conquistò la medaglia d'oro con 552,5 kg. nel totale di tre prove, battendo il tedesco orientale Stefan Grützner (547,5 kg.) ed il bulgaro Aleksandăr Krajčev (545 kg.).
L'anno seguente mancò la qualificazione per le Olimpiadi di Monaco di Baviera 1972, non riuscendo più, in seguito, ad ottenere medaglie nelle principali manifestazioni internazionali.
Nel 1977 pose fine alla sua carriera di sollevatore, durante la quale stabilì sei record mondiali, di cui cinque nella prova di distensione lenta ed uno nella prova di slancio. Il suo 5ª record nella distensione lenta è rimasto come record mondiale assoluto a seguito dell'eliminazione di questa prova da parte della IWF.
Dopo il ritiro dalle competizioni si dedicò all'attività di allenatore di sollevamento pesi.